# Latemse School
Als Latemse School (deutsch auch: Laethemer Schule oder Gruppe) wird eine flämische Gruppe von Künstlern bezeichnet, die in der ersten Hälfte des 20. Jahrhunderts in Deurle und Sint-Martens-Latem, zwei Dörfern an der Leie südlich von Gent, tätig war.
Die Latemse School wird meist in folgende Gruppen eingeteilt:
- Zur ersten Gruppe, den sogenannten Mystikern gehörten Albert Servaes, George Minne, Gustaaf Van de Woestijne, Valerius De Saedeleer und Albijn Van den Abeele.
- Zur zweiten Gruppe gehörten die Expressionisten Constant Permeke, Gustave de Smet, Leon de Smet und Frits van den Berghe. Vor allem diese Gruppe hatte einen großen Einfluss auf die Entwicklung der späteren modernen Bewegung in Belgien.
- Zur dritten Gruppe, von der allerdings nur Hubert Malfait in Sint-Martens-Latem ansässig war,  rechnet man außerdem noch die Maler Albert Saverijs, Jozef de Coene, Albert Claeys, Victor Lorein, Achile Van Sassenbroeck, Jules Boulez, Louis Pevernagie und Maurice Schelck.
- Manche Kritiker erkennen auch noch eine vierte Generation innerhalb dieser Schule zu der sie dann Fons Roggeman, Luc-Peter Crombé,  Joe Van Rossem, Chris Pots, Jef Wauters, Lea Vanderstraeten und Martin Wallaert zählen.

Der Begriff Schule bedeutet nicht, dass die Künstler eine bestimmte Organisation gebildet haben, sondern wurde wegen eines gemeinsamen Dorflebens und einiger stiltechnischer Gemeinsamkeiten geprägt. So beschäftigte sich die erste Gruppe nach 1900 vor allem mit dem Symbolismus, während die zweite Gruppe nach 1914 sich vor allem expressionistischer Stilelemente bediente. Die Künstler der dritten Gruppe fühlten sich überhaupt keiner bestimmten Stilrichtung zugehörig, dennoch basierte ihre Kunst – manchmal sehr ausgeprägt – auf der ihrer Vorgänger.